# Master (orosz együttes)
A Master (cirill betűkkel: Мастер) orosz heavy/thrash metal együttes.

## Története
Az Arija nevű heavy/power/speed metal zenekar korábbi tagjai alapították 1987-ben. Míg az Arija stílusa főleg a heavy metal stílusába sorolható, addig a Master heavy/thrash metal zenét játszik (később áttértek a power metal műfajára is). Első nagylemezüket megalakulásuk évében adták ki. Orosz és angol nyelven egyaránt énekelnek. Lemezeiket az orosz CD-Maximum kiadó jelenteti meg. 2014-ben egy tribute album is készült, amelyen egyéb metal együttesek játszották el a Master számait.

## Diszkográfia
- Мастер (1987)
- С петлёй на шее (1989)
- Talk of the Devil (1992)
- Maniac Party (1994)
- Песни мёртвых (1996)
- Лабиринт (2000)
- 33 жизни (2004)
- По ту сторону сна (2006)
- VIII (2010)
- Мастер времени (2020)